# Phyllopodopsyllus biarticulatus
Phyllopodopsyllus biarticulatus is een eenoogkreeftjessoort uit de familie van de Tetragonicepsidae. De wetenschappelijke naam van de soort is voor het eerst geldig gepubliceerd in 1967 door Wells.